# ارکیده وحشی ۲
ارکیده وحشی ۲: دو سایه آبی (به انگلیسی: Wild Orchid II: Two Shades of Blue) یک فیلم عاشقانه و درام آمریکایی محصول سال ۱۹۹۱ به نویسندگی و کارگردانی زالمن کینگ با بازی نینا شیماشکو است. این تنها دنباله‌ای برای فیلم ارکیده وحشی (۱۹۸۹) است.

## داستان
در سال ۱۹۵۸ در کالیفرنیا، یک دختر نوجوان پس از مرگ پدرش برای کار به عنوان تن‌فروشی در یک روسپی‌خانه رفت و در آنجا …